# Southwest Sandhill
Southwest Sandhill es un lugar designado por el censo ubicado en el condado de Ward en el estado estadounidense de Texas. En el Censo de 2020 tenía una población de 1666 habitantes y una densidad poblacional de 87,36 habitantes por km². Fue incluido como CDP en el censo de 2020.

## Geografía
Southwest Sandhill se encuentra ubicado en las coordenadas 31°45′42″N 94°4′43″O / 31.76167, -94.07861. Según la Oficina del Censo de los Estados Unidos,  tiene una superficie total de 19,07 km², todos correspondientes a tierra firme.